# Foundling Hospital

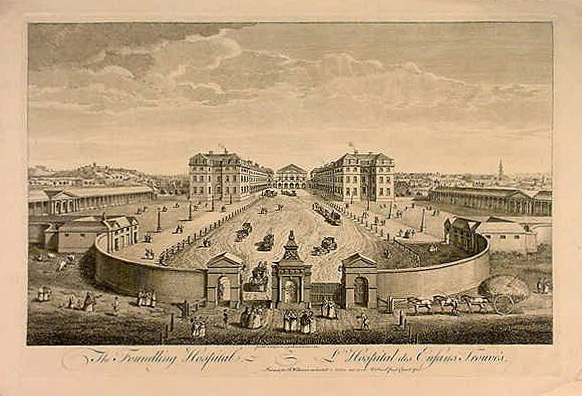
Foundling Hospital. Byggnaden är riven.

The Foundling Hospital i London grundades 1739 av filantropen och sjökaptenen Thomas Coram. Det var ett barnhem för "utbildning och omhändertagande av utsatta och övergivna barn". Ordet hospital användes vid den här tiden i en mer ursprunglig betydelse (av latinets hospitalis 'gästvänlig') för en institution för omhändertagande av sämre lottade personer. Foundling betyder 'hittebarn'. 
Foundling Museum bevarar barnhemmets historia. Konstnären William Hogarth och tonsättaren Georg Friedrich Händel var engagerade i barnhemmet vid dess inrättande. 